# Championnat de Corée du Sud de football 2013
Navigation
Saison précédente Saison suivante
La saison 2013 du Championnat de Corée du Sud de football est la 31e édition de la première division sud-coréenne à poule unique, la K League, et la première saison sous le nom de K League Classic. Le calendrier de la saison a été annoncé le 30 janvier 2013. La saison commence le 2 mars.

## Clubs de la saison 2013
| \| Busan Chunnam Daegu Daejeon Gangwon Gyeongnam Incheon Jeju Jeonbuk Pohang Seongnam Séoul Suwon Ulsan \| Localisation des clubs |
| Busan Chunnam Daegu Daejeon Gangwon Gyeongnam Incheon Jeju Jeonbuk Pohang Seongnam Séoul Suwon Ulsan                              |

| Club                    | Ville     | Entraîneur                      | Stade                        |
| ----------------------- | --------- | ------------------------------- | ---------------------------- |
| Busan IPark             | Busan     | Yoon Sung-hyo                   | Busan Asiad Stadium          |
| Chunnam Dragons         | Gwangyang | Ha Seok-ju                      | Gwangyang Football Stadium   |
| Daegu FC                | Daegu     | Dang Sung-jeung                 | Daegu Stadium                |
| Daejeon Citizen         | Daejeon   | Kim In-wan                      | Daejeon World Cup Stadium    |
| Gangwon FC              | Gangneung | Kim Hak-beom                    | Gangneung Stadium            |
| Gyeongnam FC            | Changwon  | Choi Jin-han                    | Changwon Football Center     |
| Incheon United          | Incheon   | Kim Bong-gil                    | Incheon Football Stadium     |
| Jeju United             | Seogwipo  | Park Kyung-hoon                 | Jeju World Cup Stadium       |
| Jeonbuk Hyundai Motors  | Jeonju    | Fabio Lefundes (en) (caretaker) | Jeonju World Cup Stadium     |
| Pohang Steelers         | Pohang    | Hwang Sun-hong                  | Pohang Steel Yard            |
| Seongnam Ilhwa Chunma   | Seongnam  | An Ik-soo                       | Tancheon Sports Complex      |
| FC Séoul                | Séoul     | Choi Yong-soo                   | Seoul World Cup Stadium      |
| Suwon Samsung Bluewings | Suwon     | Seo Jung-won                    | Suwon World Cup Stadium      |
| Ulsan Hyundai           | Ulsan     | Kim Ho-kon                      | Ulsan Munsu Football Stadium |

Changements d'entraîneurs
| Équipe                  | Sortant          | Manière                     | Date       | Table      | Entrant           | Date       | Table      |
| ----------------------- | ---------------- | --------------------------- | ---------- | ---------- | ----------------- | ---------- | ---------- |
| Daegu FC                | Moacir Pereira   | Contrat non-renouvelé       | 2012-12-01 | Pré-saison | Dang Sung-jeung   | 2012-12-01 | Pré-saison |
| Daejeon Citizen         | Yoo Sang-chul    | Contrat non-renouvelé       | 2012-12-01 | Pré-saison | Kim In-wan        | 2012-12-02 | Pré-saison |
| Seongnam Ilhwa Chunma   | Shin Tae-yong    | Démission                   | 2012-12-11 | Pré-saison | An Ik-soo         | 2012-12-13 | Pré-saison |
| Jeonbuk Hyundai Motors  | Lee Heung-sil[1] | Démission                   | 2012-12-11 | Pré-saison | Fabio Lemuntes[1] | 2012-12-20 | Pré-saison |
| Suwon Samsung Bluewings | Yoon Sung-hyo    | Démission                   | 2012-12-12 | Pré-saison | Seo Jung-won      | 2012-12-12 | Pré-saison |
| Busan IPark             | An Ik-soo        | Prise en charge de Seongnam | 2012-12-13 | Pré-saison | Yoon Sung-hyo     | 2012-12-17 | Pré-saison |

- [1] manager intérimaire

### Footballeurs étrangers
Une équipe peut utiliser un maximum de quatre footballeurs étrangers sur le terrain.
| Club                    | Footballeur 1      | Footballeur 2     | Footballeur 3    | Footballeur asiatique | Footballeur de RPDC (Considéré comme joueur national) |
| ----------------------- | ------------------ | ----------------- | ---------------- | --------------------- | ----------------------------------------------------- |
| Busan IPark             | Fagner             | William           | Rodrigo          |                       |                                                       |
| Chunnam Dragons         | Matt Simon         | Weslley Feitosa   | Marcinho         | Robert Cornthwaite    |                                                       |
| Daegu FC                | Fábio Santos       | Adriano Pardal    | Derek Asamoah    |                       |                                                       |
| Daejeon Citizen         | Karel De Smet      | João Paulo        | Lúcio Flávio     | Yuta Baba             |                                                       |
| Gangwon FC              | Wesley             | Patrik            | Ianis Zicu       | Brendan Hamill        |                                                       |
| Gyeongnam FC            | Miloš Bosančić     | Sreten Sretenović | Milan Bubalo     | Luke DeVere           |                                                       |
| Incheon United          | Diogo Acosta       | Thiago            | Francismar       | Nathan Burns          |                                                       |
| Jeju United             | Waldison           | Pedro Júnior      | Maranhão         | Adrian Madaschi       |                                                       |
| Jeonbuk Hyundai Motors  | Kevin Oris         | Eninho            | Leonardo         | Alex Wilkinson        |                                                       |
| Pohang Steelers         |                    |                   |                  |                       |                                                       |
| Seongnam Ilhwa Chunma   | Edcarlos           | Jordán            |                  | Server Djeparov       |                                                       |
| FC Séoul                | Adilson dos Santos | Mauricio Molina   | Dejan Damjanović | Sergio Escudero       |                                                       |
| Suwon Samsung Bluewings | Rodrigo Pimpão     | Stevica Ristić    | Dženan Radončić  | Eddy Bosnar           | Jong Tae-se                                           |
| Ulsan Hyundai           | Caíque             | Rafinha           | Roberto César    | Chikashi Masuda       |                                                       |

### Classement
| Rang | Équipe                  | Pts | J  | G  | N  | P  | Bp | Bc | Diff |
| ---- | ----------------------- | --- | -- | -- | -- | -- | -- | -- | ---- |
| 1    | Pohang Steelers         | 74  | 38 | 21 | 11 | 6  | 63 | 38 | +25  |
| 2    | Ulsan Hyundai           | 73  | 38 | 22 | 7  | 9  | 63 | 37 | +26  |
| 3    | Jeonbuk Hyundai Motors  | 63  | 38 | 18 | 9  | 11 | 61 | 49 | +12  |
| 4    | FC Séoul                | 62  | 38 | 17 | 11 | 10 | 59 | 46 | +13  |
| 5    | Suwon Samsung Bluewings | 53  | 38 | 15 | 8  | 15 | 50 | 43 | +7   |
| 6    | Busan IPark             | 52  | 38 | 14 | 10 | 14 | 43 | 41 | +2   |
| 7    | Incheon United          | 50  | 38 | 12 | 14 | 12 | 48 | 46 | +2   |
|      |                         |     |    |    |    |    |    |    |      |
| 8    | Seongnam Ilhwa Chunma   | 60  | 38 | 17 | 9  | 12 | 51 | 42 | +9   |
| 9    | Jeju United             | 58  | 38 | 16 | 10 | 12 | 51 | 46 | +5   |
| 10   | Chunnam Dragons         | 40  | 38 | 9  | 13 | 16 | 34 | 45 | -11  |
| 11   | Gyeongnam FC            | 37  | 38 | 8  | 13 | 17 | 42 | 55 | -13  |
| 12   | Gangwon FC              | 36  | 38 | 8  | 12 | 18 | 37 | 64 | -27  |
| 13   | Daegu FC                | 32  | 38 | 6  | 14 | 18 | 38 | 57 | -19  |
| 14   | Daejeon Citizen         | 32  | 38 | 7  | 11 | 20 | 37 | 68 | -31  |

|  | Qualification pour la Ligue des champions de l'AFC 2014       |
|  | Barrage de relégation de deuxième division                    |
|  | Relégation directe en deuxième division                       |
|  | T : Tenant du titre C : Vainqueur de la Coupe de Corée du Sud |

### Matchs

#### Première phase
| Résultats (▼dom., ►ext.) | BIP | CND | DGU | DJC | GWN | GNM | ICU | JJU | JHM | PHS | SIC | SEO | SSB | USH |
| Busan IPark              |     | x-x | x-x | x-x | 2-2 | x-x | x-x | x-x | x-x | x-x | 2-0 | 1-0 | 2-1 | x-x |
| Chunnam Dragons          | x-x |     | x-x | 3-1 | x-x | x-x | x-x | 0-1 | x-x | x-x | x-x | x-x | x-x | 0-1 |
| Daegu FC                 | x-x | 1-1 |     | x-x | x-x | x-x | 1-3 | x-x | x-x | x-x | x-x | 0-0 | x-x | x-x |
| Daejeon Citizen          | x-x | x-x | x-x |     | x-x | 1-1 | x-x | 1-1 | 1-3 | x-x | x-x | x-x | x-x | 0-3 |
| Gangwon FC               | x-x | 1-1 | 0-0 | x-x |     | x-x | x-x | x-x | x-x | 0-3 | x-x | x-x | x-x | x-x |
| Gyeongnam FC             | 1-0 | x-x | x-x | x-x | x-x |     | x-x | x-x | 1-1 | 1-1 | x-x | x-x | x-x | x-x |
| Incheon United           | x-x | 0-0 | x-x | 1-2 | x-x | 0-0 |     | x-x | x-x | x-x | x-x | x-x | x-x | x-x |
| Jeju United              | 1-0 | x-x | x-x | x-x | 4-0 | x-x | x-x |     | x-x | x-x | x-x | 1-1 | x-x | x-x |
| Jeonbuk Hyundai Motors   | x-x | x-x | 2-0 | x-x | x-x | x-x | x-x | 2-1 |     | x-x | x-x | x-x | 1-2 | 2-1 |
| Pohang Steelers          | x-x | 2-1 | x-x | 3-0 | x-x | x-x | 1-1 | x-x | x-x |     | x-x | x-x | x-x | x-x |
| Seongnam Ilhwa Chunma    | x-x | x-x | x-x | x-x | x-x | x-x | 1-3 | x-x | 2-1 | x-x |     | 2-1 | 1-2 | x-x |
| FC Séoul                 | x-x | x-x | x-x | x-x | x-x | 2-2 | 2-3 | x-x | x-x | 2-2 | x-x |     | x-x | 2-2 |
| Suwon Samsung Bluewings  | x-x | x-x | 3-1 | x-x | 1-0 | x-x | x-x | x-x | x-x | 0-2 | x-x | 1-1 |     | x-x |
| Ulsan Hyundai            | 0-0 | x-x | 2-1 | x-x | 3-0 | x-x | x-x | x-x | x-x | x-x | x-x | x-x | x-x |     |

### Barrage de promotion-relégation
Le 12e de K-League Classic affronte le vainqueur des play-offs de K-League Challenge pour déterminer le douzième club qualifié pour le championnat la saison prochaine.
| Équipe 1           | Résultat | Équipe 2   | Aller | Retour |
| ------------------ | -------- | ---------- | ----- | ------ |
| Sangju Sangmu (D2) | 4 - 2    | Gangwon FC | 4 - 1 | 0 - 1  |

| Match aller                            | Sangju Sangmu (L2)                                           | 4 - 1 | (L1) Gangwon FC     |                                   |                                   |
| Mercredi 4 décembre 2013 19h00 (UTC+9) | Lee Sang-hyup 29e 89e · Lee Seung-hyun 71e · Lee Sang-ho 77e | (1-0) | Choi Seung-in 90+2e | Stade municipal de Sangju, Sangju | Stade municipal de Sangju, Sangju |

| Match retour                         | Gangwon FC (L1)   | 1 - 0 | (L2) Sangju Sangmu |                                    |                                    |
| Samedi 7 décembre 2014 14h00 (UTC+9) | Choi Seung-in 71e | (0-0) |                    | Stade de Gangneung (en), Gangneung | Stade de Gangneung (en), Gangneung |

Sangju Sangmu a se promoté à la 2014 K League Classic sur 4-2 aggrégate.[Quoi ?]

## Statistiques
| Rang | Joueur           | Club                    | Buts |
| ---- | ---------------- | ----------------------- | ---- |
| 1    | Dejan Damjanović | FC Séoul                | 19   |
| 1    | Kim Shin-wook    | Ulsan Hyundai           | 19   |
| 3    | Pedro Júnior     | Jeju United             | 17   |
| 4    | Kevin Oris       | Jeonbuk Hyundai Motors  | 14   |
| 4    | Kim Dong-sub     | Seongnam Ilhwa Chunma   | 14   |
| 6    | Lee Dong-gook    | Jeonbuk Hyundai Motors  | 12   |
| 7    | Rafinha          | Ulsan Hyundai           | 11   |
| 8    | Jong Tae-se      | Suwon Samsung Bluewings | 10   |
| 9    | Miloš Bosančić   | Gyeongnam FC            | 9    |
| 9    | Cho Chan-ho      | Pohang Steelers         | 9    |
| 9    | Lim Sang-hyub    | Busan IPark             | 9    |
| 9    | Mauricio Molina  | FC Séoul                | 9    |

| Rang | Joueur          | Club                   | Passes |
| ---- | --------------- | ---------------------- | ------ |
| 1    | Mauricio Molina | FC Séoul               | 13     |
| 1    | Leonardo        | Jeonbuk Hyundai Motors | 13     |
| 3    | Hong Chul       | Suwon Bluewings        | 10     |
| 4    | Han Sang-woon   | Ulsan Hyundai          | 8      |
| 5    | Hwang Jin-sung  | Pohang Steelers        | 7      |
| 5    | Maranhão        | Jeju United            | 7      |
| 5    | Sergio Escudero | FC Séoul               | 7      |
| 8    | Eninho          | Jeonbuk Hyundai Motors | 6      |
| 8    | Kim Seung-Dae   | Pohang Steelers        | 6      |
| 8    | Seo Dong-hyun   | Jeju United            | 6      |
| 8    | Kang Seung-jo   | Gyeongnam FC           | 6      |
| 8    | Bae Il-hwan     | Jeju United            | 6      |
| 8    | Kim Shin-wook   | Ulsan Hyundai          | 6      |